# Sant Joan Baptista i sant Esteve
Sant Joan Baptista i sant Esteve és una pintura sobre taula obra de Joan Antigó i Honorat Borrassà, realitzada cap a 1450. Actualment es conserva al Museu Nacional d'Art de Catalunya.
Aquesta taula amb un muntant va formar part, com a compartiment principal, d'un retaule de doble advocació dedicat a sant Joan Baptista i sant Esteve. La pintura, que ve de Puigcerdà, ha estat relacionada amb l'església de Sant Domènec d'aquesta ciutat, procedència que sembla versemblant si tenim en compte les relíquies de sant Joan Baptista custodiades en aquest centre eclesiàstic i les dues advocacions dominiques del muntant: un sant Papa de l'orde, que podria ser Innocenci V o Benet XI, ambdós beatificats amb posterioritat, i santa Caterina de Siena, virtuosa canonitzada el 1461.
La presència dels nous esquemes flamencs i de la tècnica mixta de tremp i oli a la taula de Sant Joan Baptista i sant Esteve significa l'acceptació a Catalunya de les innovacions sorgides a Flandes, on van ser introduïdes per Lluís Dalmau, autor del retaule de la Mare de Déu dels Consellers, conjunt que va ser
finalitzat el 1445.
La relació estilística entre aquesta obra i unes taules del Retaule de sant Miquel de Castelló d'Empúries va motivar-ne l'atribució a un pintor, aleshores anònim, anomenat Mestre de Castelló d'Empúries. Més tard, va ser revelat el nom
d'aquest anònim en favor dels pintors Joan Antigó i Honorat Borrassà i es va donar a conèixer que el moble havia estat dut a terme l'any 1448.
La continuïtat de l'obrador dels Borrassà de Girona per part de Joan Antigó va haver d'emparar la formació d'Honorat en aquest entorn, relació que va anar més enllà atès que Caterina Borrassà, germana d'Honorat, va casar-se amb Antigó.